# Should Be Higher
«Should Be Higher» (en español, Debiera ser más alto o debiera ser mayor) es el quincuagésimo segundo disco sencillo del grupo inglés de música electrónica Depeche Mode, el tercero desprendido de su tredécimo álbum, Delta Machine, publicado en octubre de 2013.
"Should Be Higher" es un tema escrito por el cantante David Gahan y Kurt Uenala, quien participara en la programación del álbum. Es el tercer tema compuesto por el vocalista de DM que se publicara como sencillo de la banda.

## Descripción
Es un tema recargado en sonidos sintéticos, un poco a diferencia de las anteriores aportaciones del cantante al grupo.
David Gahan parece que hubiera querido mostrar su repertorio vocal compendiado en un solo tema: empieza con esa manera de cantar gozosa, grave, como la del mejor Bono en U2, esa sensación de que está cantando en pleno orgasmo y que desemboca en un estribillo donde simplemente canta al amor. La canción de nuevo se plantea el problema de quien quiere creer pero no puede, pero entre todas las mentiras elige el amor. Las dobles lecturas de los temas, amorosa/religiosa, son habituales en Depeche Mode.

## Formatos

### En CD
| CD Columbia/Mute Should Be Higher |                                                       |          |  |
| N.º                               | Título                                                | Duración |  |
| 1.                                | «Should Be Higher» (Radio Mix)                        | 3:30     |  |
| 2.                                | «Should Be Higher» (Little Vampire Remix Single Edit) | 4:00     |  |

| Maxi CD Columbia/Mute Should Be Higher |                                                          |          |  |
| N.º                                    | Título                                                   | Duración |  |
| 1.                                     | «Should Be Higher» (Jim Sclavunos from Grinderman Remix) | 4:12     |  |
| 2.                                     | «Should Be Higher» (Little Vampire Remix)                | 5:31     |  |
| 3.                                     | «Should Be Higher» (Maps Remix)                          | 5:42     |  |
| 4.                                     | «Should Be Higher» (Jim Jones Revue Remix)               | 5:15     |  |
| 5.                                     | «Should Be Higher» (Radio Mix)                           | 3:30     |  |

### En disco de vinilo
12 pulgadas Columbia/Mute   Should Be Higher
| Lado A |                                                     |          |  |
| N.º    | Título                                              | Duración |  |
| 1.     | «Should Be Higher» (Truss Remix)                    | 6:21     |  |
| 2.     | «Should Be Higher» (MPIA3 Definition)               | 5:52     |  |
| 3.     | «Should Be Higher» (Koen Groenveveld Massive Remix) | 6:43     |  |

| Lado B |                                        |          |  |
| N.º    | Título                                 | Duración |  |
| 1.     | «Should Be Higher» (Pangaea Dub Remix) | 4:13     |  |
| 2.     | «Should Be Higher» (Uberzone Remix)    | 4:57     |  |
| 3.     | «Should Be Higher» (DJMREX Remix)      | 6:24     |  |

## Vídeo promocional
Después de varias semanas de especularse como tercer sencillo del álbum Delta Machine, DM dio a conocer, con motivo del inicio de la correspondiente gira Delta Machine Tour en los Estados Unidos, un video promocional en directo del tema "Should Be Higher" dirigido por su diseñador Anton Corbijn, con imágenes tomadas de conciertos en Alemania, en Berlín, Leipzig y en Múnich.
El vídeo se incluye en Video Singles Collection de 2016.
Para la gira Delta Machine Tour, el tema se presentó con una peculiar proyección de fondo en la cual unos hombres, debidamete protegidos, literalmente juegan con fuego, haciendo círculos y figuras; los pirómanos parecen seguir los ritmos del tema. Esta imaginería visual es la que Corbijn empleó para el vídeo promocional.

## En directo
El tema estuvo presente en casi todas las fechas de la gira Delta Machine Tour, sexto o séptimo en aparecer. La ejecución fue totalmente sintética, a diferencia de la mayoría de temas recientes de la banda, con Andrew Fletcher, Peter Gordeno y Martin Gore en sintetizadores, y sólo Christian Eigner en batería aportando la percusión acústica. La forma del tema fue prácticamente idéntica a como aparece en el álbum.